# Mission sui juris des îles Turques-et-Caïques
La mission sui juris des Îles Turques-et-Caïques (en anglais : mission sui iuris of Turks and Caicos Islands) est une juridiction ou circonscription de l'Église catholique. Érigée en 1984, elle est suffragante de l'Archidiocèse de Nassau et, depuis 1998, elle est placée sous la responsabilité de l'archevêque métropolitain de Newark.

## Territoire
La mission sui juris couvre les Îles Turques-et-Caïques, un territoire britannique d'outre-mer situé dans les Caraïbes, au sud-est des Bahamas, au nord-est de Cuba et au nord d'Haiti. L'archipel est constitué d'une trentaine d'îles et compte environ 40 000 habitants dont environ 12 000 catholiques.

## Histoire
La mission sui juris est érigée le 10 juin 1984 par détachement de l'archidiocèse de Nassau aux Bahamas. Son supérieur ecclésiastique est alors l'archevêque de Nassau. La présence de prêtres dans l'archipel devient intermittente à partir de 1995.
En juillet 1998, à le demande du Saint-Siège, l'archidiocèse de Newark, dans le  New Jersey délègue deux prêtre à titre permanent sur les Îles Turques-et-Caïques et le 17 octobre 1998, l'archevêque de Newark reçoit la charge de supérieur de la mission.

## Supérieur
- 1984-1998 : Lawrence Aloysius Burke, S.J., archevêque de Nassau
- 1998-2000 : Theodore Edgar McCarrick, archevêque de Newark
- 2001-2016 : John Joseph Myers, archevêque de Newark
- depuis 2016: Joseph Tobin, C.Ss.R, archevêque de Newark